# Indicatoarele rutiere din Republica Moldova
Indicatoarele rutiere din Republica Moldova asigură ca vehiculele de transport să se deplaseze în siguranță.
Designul indicatoarelor rutiere este cel mai asemănător cu țările care cuprindeau fosta URSS. Spre deosebire de unele țări post-sovietice, Moldova și-a modificat designul semnelor rutiere puțin mai mult decât standardul de semne rutiere care a fost aplicat pentru întreaga URSS înainte de dizolvare la începutul anilor 1990. Proiectarea indicatoarelor rutiere în Moldova are multe asemănări cu proiectarea indicatoarelor rutiere din România.
1) Indicatoarele de avertizare atenționează participanții la trafic asupra existenței unui pericol pe drum, indicându-le și natura acestuia. Deplasarea pe acest sector de drum necesită luarea măsurilor corespunzătoare situației rutiere.
2) Indicatoarele de prioritate reglementează ordinea de trecere la intersecțiile cu circulația nedirijată sau pe sectoarele de drum unde este imposibilă trecerea simultană a două vehicule care se deplasează din sensuri opuse.
3) Indicatoarele de interzicere și restricție stabilesc ori suspendă interdicțiile sau restricțiile participanților la trafic.
4) Indicatoarele de sens obligatoriu prescriu direcțiile de deplasare, permit pe unele sectoare de drum circulația numai anumitor participanți, precum și obligă să se circule cu viteza prescrisă sau mai mare.
5) Indicatoarele de informare și orientare stabilesc sau suspendă anumite reglementări de circulație, furnizează informații despre dislocarea localităților, a anumitor puncte de servicii și indică conducătorilor direcțiile de urmat în intersecții.
6) Panourile adiționale precizează sau limitează acțiunea indicatoarelor rutiere și precizează semnificația semnalelor semafoarelor.

## Indicatoare de avertizare:
| Numărul semnului | Indicatorul | Semnificația                                                                    | Explicația |
| ---------------- | ----------- | ------------------------------------------------------------------------------- | --- |
| 1.1              |             | Trecere la nivel cu o cale ferată cu bariere                                    | Presemnalizează o trecere la nivel cu calea ferată, cu bariere. |
| 1.2              |             | Trecere la nivel cu o cale ferată fără bariere                                  | Presemnalizează o trecere la nivel cu calea ferată, fără bariere. |
| 1.3.1            |             | Cale ferată fără bariere cu o singură linie                                     | |
| 1.3.2            |             | Cale ferată fără bariere cu două sau mai multe linii                            | |
| 1.4.1            |             | Apropiere de trecerea la nivel cu calea ferată în afara localităților.          | |
| 1.4.2            |             | Apropiere de trecerea la nivel cu calea ferată în afara localităților.          | |
| 1.4.3            |             | Apropiere de trecerea la nivel cu calea ferată în afara localităților.          | |
| 1.4.4            |             | Apropiere de trecerea la nivel cu calea ferată în afara localităților.          | |
| 1.4.5            |             | Apropiere de trecerea la nivel cu calea ferată în afara localităților.          | |
| 1.4.6            |             | Apropiere de trecerea la nivel cu calea ferată în afara localităților.          | |
| 1.5              |             | Trecere la nivel cu liniile de tramvai                                          | |
| 1.6              |             | Intersecție cu prioritate de dreapta                                            | |
| 1.7.1            |             | Intersecție cu un drum fără prioritate                                          | |
| 1.7.2            |             | Intersecție cu un drum fără prioritate (dreapta)                                | |
| 1.7.3            |             | Intersecție cu un drum fără prioritate (stânga)                                 | |
| 1.7.4            |             | Intersecție cu un drum fără prioritate (decalare)                               | |
| 1.7.5            |             | Intersecție cu un drum fără prioritate (decalare)                               | |
| 1.8              |             | Presemnalizare intersecție cu sens giratoriu                                    | |
| 1.9              |             | Semafoare                                                                       | Intersecție, trecere pentru pietoni sau sector de drum unde circulația este dirijată de un semafor. |
| 1.10             |             | Pod mobil                                                                       | |
| 1.11             |             | Ieșire spre un chei sau mal abrupt                                              | |
| 1.12.1           |             | Curbă la dreapta/stânga                                                         | Cotitură periculoasă a drumului cu rază mică sau cîmp vizual limitat. |
| 1.12.2           |             | Curbă la dreapta/stânga                                                         | Cotitură periculoasă a drumului cu rază mică sau cîmp vizual limitat. |
| 1.13.1           |             | Curbă dublă sau o succesiune de mai mult de două curbe, prima la dreapta/stânga | Cotiture periculoase a drumului cu rază mică sau câmp vizual limitat. |
| 1.13.2           |             | Curbă dublă sau o succesiune de mai mult de două curbe, prima la dreapta/stânga | Coliture periculoase a drumului cu rază mică sau câmp vizual limitat. |
| 1.14.1           |             | Coborâre periculoasă                                                            | Presemnalizează un coborâre periculoasă cu înclinare mare, să depășește pantă 10%. |
| 1.14.2           |             | Urcare periculoasă                                                              | Presemnalizează o urcare periculoasă cu înclinare mare, să depășește rampă 12%. |
| 1.15             |             | Drum alunecos                                                                   | Sector de drum cu pericol de alunecare sporită a carosabilului. |
| 1.16.1           |             | Drum cu denivelări                                                              | Sector de drum deteriorat (gropi, deformări ale carosabilului etc.). |
| 1.16.2           |             | Denivelare artificială                                                          | Sector de drum pe care, pentru impunerea vitezei reduse de deplasare, este aplicată pe suprafața carosabilului o denivelare.                                                                                |
| 1.17.1           |             | Împroșcare cu pietriș                                                           | Sector de drum cu pericol de împroșcare cu pietriș sau prund de sub roțile vehiculelor. |
| 1.17.2           |             | Acostament periculos                                                            | Sector de drum pe care ieșirea de pe carosabil prezintă pericol sporit. |
| 1.18.1           |             | Drum îngustat pe ambele părți                                                   | Presemnalizează o stradă să îngusteze pe ambele părți. |
| 1.18.2           |             | Drum îngustat pe partea dreaptă                                                 | Presemnalizează o stradă să îngusteze pe partea dreaptă. |
| 1.18.3           |             | Drum îngustat pe partea stângă                                                  | Presemnalizează o stradă să îngusteze pe partea stângă |
| 1.19             |             | Circulație în ambele sensuri                                                    | Sector de drum cu circulație în ambele sensuri. |
| 1.20             |             | Presemnalizare trecere pietoni                                                  | Porțiunea drumului destinată pentru traversarea carosabilului de către pietoni, semnalizată ca atare prin instalarea indicatoarelor 5.50.1 - 5.50.2 și/sau prin aplicarea marcajului rutier 1.14.1, 1.14.2. |
| 1.21             |             | Copii                                                                           | Sector de drum în apropierea școlilor, instituțiilor preșcolare etc., unde persistă pericolul apariției copiilor pe carosabil.                                                                              |
| 1.22             |             | Bicicliști                                                                      | Locul intersectării cu pista pentru bicicliști în afara intersecției. |
| 1.23             |             | Lucrări                                                                         | Presemnalizează un sector de șantier în lucru din fundal galben. |
| 1.24.1           |             | Animale                                                                         | Sector de drum pe care este posibilă apariția animalelor. |
| 1.24.2           |             | Animale                                                                         | Sector de drum pe care este posibilă apariția animalelor. |
| 1.25.1           |             | Căderi pietre                                                                   | Sector de drum pe care sînt posibile avalanșe, alunecări de teren sau căderi de pietre, respectiv: 1.25.1 - din partea stîngă, 1.25.2 - din partea dreaptă.                                                 |
| 1.25.2           |             | Căderi pietre                                                                   | Sector de drum pe care sînt posibile avalanșe, alunecări de teren sau căderi de pietre, respectiv: 1.25.1 - din partea stîngă, 1.25.2 - din partea dreaptă.                                                 |
| 1.26             |             | Vânt lateral                                                                    | Sector de drum care trece pe un rambleu înalt, pod, viaduct, de-a lungul malului abrupt ale unui rezervor de apă etc., pe care este posibil un vînt lateral puternic sau rafale de vînt inopinate.          |
| 1.27             |             | Aeroport                                                                        | Sector de drum deasupra căruia zboară la înălțime mică aparate de zbor (avioane, elicoptere). |
| 1.28             |             | Tunel                                                                           | Construcție artificială neiluminată sau cu vizibilitatea limitată a portalului de intrare. |
| 1.29             |             | Drum aglomerat                                                                  | Sector de drum pe care persistă ambuteiaje în trafic. |
| 1.30             |             | Alte pericole                                                                   | Sector de drum pe care există vreun pericol dintre cele neprevăzute prin alte indicatoare de avertizare. |
| 1.31.1           |             | Accident                                                                        | Apariția pe drum a unui obstacol sau a unei situații (accident în traficul rutier) de natură să facă trecerea dificilă sau chiar imposibilă.                                                                |
| 1.32.1           |             | Direcția curbei periculoase dreapta/stânga                                      | Direcția de urmat într-o curbă semnalizată prin indicatoarele 1.12.1 - 1.13.2 sau ocolirea sectoarelor de drum în reparație.                                                                                |
| 1.32.2           |             | Direcția curbei periculoase dreapta/stânga                                      | Direcția de urmat într-o curbă semnalizată prin indicatoarele 1.12.1 - 1.13.2 sau ocolirea sectoarelor de drum în reparație.                                                                                |
| 1.34.1           |             | Curbă periculoasă                                                               | Acest indicator depășește o curbă deosebit de periculoasă la dreapta. |
| 1.34.2           |             | Curbă periculoasă                                                               | Acest indicator depășește o curbă deosebit de periculoasă la stânga. |

## Indicatoare de prioritate:
| Numărul semnului | Indicator | Semnificația                                 | Explicația |
| ---------------- | --------- | -------------------------------------------- | --- |
| 2.1              |           | Cedează trecerea                             | Conducătorul trebuie să cedeze trecerea vehiculelor care se apropie de intersecție pe drumul ce urmează a fi intersectat, iar în cazul în care indicatorul este însoțit de panoul adițional 6.15.1 sau 6.15.2 - celor care se apropie pe drumul cu prioritate. În caz de necesitate, el trebuie să oprească la marcajul 1.13 , iar în lipsa acestuia – înaintea intersecției.                          |
| 2.2              |           | Oprire                                       | este interzisă deplasarea fără a opri la marcajul 1.12 , iar în lipsa acestuia – la marginea carosabilului ce urmează a fi intersectat. Conducătorul trebuie să cedeze trecerea vehiculelor care se apropie de intersecție pe drumul ce urmează a fi intersectat, iar în cazul în care indicatorul este însoțit de panoul adițional 6.15.1 sau 6.15.2 - celor care se apropie pe drumul cu prioritate. |
| 2.3              |           | Drum cu prioritate                           | Acordă conducătorului prioritate în trecerea intersecțiilor cu circulație nedirijat |
| 2.4              |           | Sfârșitul drumului cu prioritate             | |
| 2.5              |           | Prioritate pentru circulația din sens invers | Este interzis accesul pe sectorul de drum îngustat, unde trecerea concomitentă în sensuri opuse a două vehicule este dificilă sau chiar imposibilă. Conducătorul trebuie să cedeze trecerea vehiculelor care vin din sens opus și se află pe acest sector sau sînt în apropiere de el. |
| 2.6              |           | Prioritate față de trafic din sens opus      | Conducătorul profită de prioritate în trecere pe sectorul de drum îngustat, în raport cu vehiculele care circulă din sens opus. |

## Indicatoare de interzicere și restricție:
| Numărul semnului | Indicator | Semnificația                                                                              | Explicația |
| ---------------- | --------- | ----------------------------------------------------------------------------------------- | --- |
| 3.1              |           | Acces interzis                                                                            | Interzice accesul tuturor vehiculelor. |
| 3.2              |           | Circulație interzisă                                                                      | Interzice circulația tuturor vehiculelor. |
| 3.3              |           | Circulație interzisă autovehiculelor cu excepția motocicletelor fără ataș                 | Interzice circulația autovehiculelor cu excepția motocicletelor fără ataș. |
| 3.4              |           | Circulație interzisă autovehiculelor destinate transportului de mărfuri                   | Interzice circulația autocamioanelor și ansamblurilor de vehicule a căror masă maximă autorizată depășește 3500 kg (în cazul în care masa nu este menționată pe indicator) sau a celor cu masa mai mare decît cea indicată, precum și a mașinilor autopropulsate.                                                               |
| 3.5.1            |           | Circulație interzisă motocicletelor                                                       | |
| 3.5.2            |           | Circulație interzisă ciclomotoarelor                                                      | |
| 3.7              |           | Circulație interzisă vehiculelor cu remorcă                                               | Interzice circulația autocamioanelor și mașinilor autopropulsate cu remorci de orice tip, precum și remorcarea autovehiculelor. |
| 3.8              |           | Circulație interzisă vehiculelor care transportă substanțe explozive sau ușor inflamabile | |
| 3.9              |           | Circulație interzisă vehiculelor care transportă încărcături periculoase                  | |
| 3.10             |           | Circulație interzisă vehiculelor cu tracțiune animală                                     | Interzice circulația vehiculelor cu tracțiunea animală, animalelor de călărie, povară, izolate sau în turmă, cireadă. |
| 3.10.1           |           | Circulație interzisă autovehiculelor                                                      | |
| 3.11             |           | Circulație interzisă bicicletelor                                                         | Interzice circulația bicicletelor și a ciclomotoarelor. |
| 3.12             |           | Circulație interzisă pietonilor cu cărucioare de marfă                                    | |
| 3.13             |           | Circulație interzisă pietonilor                                                           | |
| 3.18             |           | Lungime limitată                                                                          | Interzice circulația vehiculelor, inclusiv a ansamblurilor de vehicule, a căror lungime (cu sau fără încărcătură) este mai mare decît cea menționată pe indicator. |
| 3.19.1           |           | Vama                                                                                      | Oprire obligatorie, după caz, la indicator. |
| 3.19.2           |           | Poliția                                                                                   | Oprire obligatorie, după caz, la indicator. |
| 3.20,1           |           | Viraj la dreapta interzis                                                                 | |
| 3.20.2           |           | Viraj la stânga interzis                                                                  | |
| 3.21             |           | Întoarcere interzisă                                                                      | |
| 3.22             |           | Spațiu minim limitat                                                                      | Interzice circulația vehiculelor dacă spațiul dintre ele este mai mic decît cel menționat pe indicator. |
| 3.23             |           | Depășire interzisă                                                                        | Interzice depășirea tuturor vehiculelor, cu excepția celor solitare care se deplasează cu o viteză mai mică de 30 km/h. |
| 3.24             |           | Sfârșitul restricției de depășire                                                         | |
| 3.25             |           | Depășire interzisă autocamioanelor                                                        | Interzice autocamioanelor a căror masă maximă autorizată este mai mare de 3500 kg depășirea tuturor vehiculelor, cu excepția celor solitare care se deplasează cu o viteză mai mică de 30 km/h. Mașinilor autopropulsate li se interzice depășirea tuturor vehiculelor, cu excepția celor cu tracțiune animală și bicicletelor. |
| 3.26             |           | Sfârșitul zonei de interzicere a depășirii pentru autocamioane                            | |
| 3.27             |           | Viteză maximă limitată                                                                    | Interzice circulația vehiculelor cu o viteză mai mare decît cea menționată pe indicator. |
| 3.28             |           | Sfârșitul zonei cu viteză maximă limitată                                                 | |
| 3.29             |           | Viteză maximă limitată pe categorii de autovehicule                                       | |
| 3.30             |           | Claxonat interzis                                                                         | Interzice folosirea dispozitivului de avertizare sonoră, cu excepția cazurilor necesare prevenirii accidentelor în traficul rutier. |
| 3.31             |           | Oprire interzisă                                                                          | Interzice oprirea și staționarea vehiculelor. |
| 3.32.1           |           | Staționare interzisă                                                                      | Interzice staționarea vehiculelor. |
| 3.23.2           |           | Staționare interzisă în zilele impare ale lunii                                           | |
| 3.23.3           |           | Staționare interzisă în zilele pare ale lunii                                             | |
| 3.33             |           | Sfârșitul tuturor restricțiilor                                                           | Semnalizează sfîrșitul zonei de acțiune a unuia sau a cîtorva indicatoare dintre cele ce urmează: 3.22 , 3.23 , 3.25 , 3.27 , 3.29 - 3.32.3. |
| 3.34             |           | Acces interzis autovehiculelor utilate cu sistem de alimentare cu gaze                    | Interzice accesul autovehiculelor utilate cu sistem de alimentare cu gaze naturale comprimate sau gaze petroliere lichefiate. |

## Indicatoare de sens obligatoriu:
| Numărul semnului | Indicator | Semnificația                                                                   | Explicația |
| ---------------- | --------- | ------------------------------------------------------------------------------ | --- |
| 4.1.1            |           | Înainte                                                                        | Direcție obligatorie de deplasare |
| 4.1.2            |           | La dreapta                                                                     | Direcție obligatorie de deplasare |
| 4.1.3            |           | La stânga                                                                      | Direcție obligatorie de deplasare |
| 4.1.4            |           | Înainte sau la dreapta                                                         | Direcție obligatorie de deplasare |
| 4.1.5            |           | Înainte sau la stânga                                                          | Direcție obligatorie de deplasare |
| 4.1.6            |           | La dreapta sau stânga                                                          | Direcție obligatorie de deplasare |
| 4.2.1            |           | Ocolire la dreapta                                                             | Direcție obligatorie de ocolire a obstacolului |
| 4.2.2            |           | Ocolire la stânga                                                              | Direcție obligatorie de ocolire a obstacolului |
| 4.2.3            |           | Ocolire la dreapta și stânga                                                   | Direcție obligatorie de ocolire a obstacolului |
| 4.3              |           | Intersecție cu sens giratoriu                                                  | Circulație permisă numai în direcția indicată pe indicator. |
| 4.4.1            |           | Pistă de bicicliști                                                            | Circulația este permisă numai bicicletelor și ciclomotoarelor. În cazul în care lipsesc trotuarele sau pistele pentru pietoni, este permisă și circulația pietonilor. |
| 4.4.2            |           | Sfârșitul pistei de bicicliști                                                 | |
| 4.4.3            |           | Pistă comună de pietoni și bicicliști                                          | |
| 4.4.4            |           | Sfârșitul pistei comune de pietoni și bicicliști                               | |
| 4.4.5            |           | Piste delimitate de bicicliști și pietoni                                      | |
| 4.4.6            |           | Sfârșitul pistelor delimitate de bicicliști și pietoni                         | |
| 4.4.7            |           | Piste delimitate de pietoni și bicicliști                                      | |
| 4.4.8            |           | Sfârșitul pistelor delimitate de pietoni și bicicliști                         | |
| 4.5.1            |           | Pistă pietonală                                                                | Circulația este permisă numai pietonilor. |
| 4.5.2            |           | Sfîrșitul pistei pietonală                                                     | |
| 4.6              |           | Viteză minimă limitată                                                         | |
| 4.7              |           | Sfârșitul zonei cu viteză minimă limitată                                      | |
| 4.8              |           | Lanțuri antiderapante obligatorii                                              | În caz de zăpadă sau polei, pe sectorul de drum la începutul căruia este instalat acest indicator, deplasarea vehiculului este permisă numai dacă toate roțile acestuia sînt dotate cu anvelope de iarnă sau cel puțin două dintre roțile motoare ale acestuia sînt echipate cu lanțuri antiderapante. |
| 4.9              |           | Sfîrșitul obligației de a folosi lanțuri antiderapante                         | |
| 4.10.1           |           | Direcție obligatorie pentru vehiculele care transportă încărcături periculoase | |
| 4.10.2           |           | Direcție obligatorie pentru vehiculele care transportă încărcături periculoase | |
| 4.10.3           |           | Direcție obligatorie pentru vehiculele care transportă încărcături periculoase | |

## Indicatoare de informare și orientare:

### a) de informare:
| Numărul semnului | Indicator | Semnificația                                              | Explicația |
| ---------------- | --------- | --------------------------------------------------------- | --- |
| 5.1              |           | Limite generale de viteză                                 | Furnizează informație cu privire la limitele vitezei de circulație în localități, în afara lor, precum și pe drumurile pentru automobile. Indicatorul se instalează la intrare în țară. |
| 5.2              |           | Autostradă                                                | Indică reglementări speciale prevăzute de prezentul Regulament pentru circulația pe acest drum. |
| 5.3              |           | Sfârșit de autostradă                                     | |
| 5.4              |           | Drum pentru automobile                                    | Drum destinat numai circulației automobilelor, autobuzelor și motocicletelor. |
| 5.5              |           | Sfârșitul drumului pentru automobile                      | |
| 5.6.1            |           | Stație pentru vehiculele de rută                          | |
| 5.6.2            |           | Pavilion de așteptare a vehiculelor de rută               | Semnalizează stațiile vehiculelor de rută în localitățile rurale și din afara localităților. |
| 5.7              |           | Stație de tramvai                                         | |
| 5.8              |           | Stație de taxi                                            | |
| 5.9              |           | Închirieri de automobile                                  | |
| 5.10             |           | Gară auto                                                 | |
| 5.11             |           | Gară de trenuri                                           | |
| 5.12             |           | Port                                                      | |
| 5.13             |           | Punct de asistență medicală                               | |
| 5.14             |           | Spital                                                    | |
| 5.15             |           | Stație de alimentare cu combustibil                       | |
| 5.16.1           |           | Autoservice                                               | |
| 5.16.2           |           | Stație de testare tehnică                                 | |
| 5.16.3           |           | Vulcanizare                                               | |
| 5.16.4           |           | Refugiu rezervat depanării                                | |
| 5.17             |           | Cântar autovehicule                                       | |
| 5.18             |           | Spălătorie                                                | |
| 5.19             |           | Telefon                                                   | |
| 5.20             |           | Restaurant                                                | |
| 5.20.1           |           | Bufet sau cofetărie                                       | |
| 5.21             |           | Centru comercial                                          | |
| 5.22             |           | Apă potabilă                                              | |
| 5.23             |           | Hotel sau motel                                           | |
| 5.24             |           | Loc de intersectare a carosabilelor                       | |
| 5.25             |           | Camping                                                   | |
| 5.25.1           |           | Caravane                                                  | |
| 5.26             |           | Loc pentru popas                                          | |
| 5.27             |           | Poșta                                                     | |
| 5.28             |           | Poliția                                                   | |
| 5.29             |           | Atenție, radar                                            | |
| 5.30.1           |           | Monitorizare trafic                                       | Se instalează la intrarea în zona în care se efectuează monitorizarea electronică a traficului. |
| 5.30.2           |           | Vinietă                                                   | Loc unde poate fi procurată vinieta. |
| 5.30.3           |           | Control vinietă                                           | Post de control al vinietei. |
| 5.30.4           |           | Control video al vinietei                                 | Monitorizarea video a vinietei. |
| 5.31             |           | WC                                                        | |
| 5.32             |           | Plajă sau piscină                                         | |
| 5.33             |           | Punct de informare turistică                              | |
| 5.34             |           | Drum cu sens unic                                         | Drum sau carosabil pe care circulația vehiculelor, pe toată lățimea, este permisă numai într-o singură direcție. |
| 5.35             |           | Sfârșitul drumului cu sens unic                           | |
| 5.36             |           | Intrare pe drumul cu sens unic                            | Întrarea pe drumul sau carosabilul pe care circulația vehiculelor este permisă numai în direcția indicată de săgeată. |
| 5.36             |           | Intrare pe drumul cu sens unic                            | Întrarea pe drumul sau carosabilul pe care circulația vehiculelor este permisă numai în direcția indicată de săgeată. |
| 5.37.1           |           | Direcțiile de deplasare pe benzi                          | Direcțiile de deplasare pe benzi și variantele lor determină numărul benzilor și direcțiile permise de deplasare prin intersecție pe fiecare dintre acestea. |
| 5.37.2           |           | Direcțiile de deplasare pe benzi                          | Direcțiile de deplasare pe benzi și variantele lor determină numărul benzilor și direcțiile permise de deplasare prin intersecție pe fiecare dintre acestea. |
| 5.37.3           |           | Direcțiile de deplasare pe benzi                          | Se amplasează la începutul sectorului de drum pe care se impun anumite limite maxime de viteză. Pentru determinarea limitelor maxime a vitezelor de deplasare pe benzile carosabilului din afara intersecțiilor, pe fundalul indicatorului 5.37.3 se aplică simbolul indicatorului 3.27, de semnificație corespunzătoare. |
| 5.37.4           |           | Direcțiile de deplasare pe benzi                          | Variantele acestuia se amplasează la o distanță de 50 – 150 m față de accesul la punctele de trecere a frontierei de stat și determină direcțiile permise de deplasare pentru autocamioanele și ansamblurile de vehicule ce aparțin agentului economic autorizat (AEO) sau care transportă încărcături însoțite de predeclarație vamală în format electronic TIR EPD, respectiv încărcături însoțite de carnet TIR sau în lipsa acestuia. |
| 5.38.1           |           | Direcția de deplasare pe bandă                            | |
| 5.38.2           |           | Direcția de deplasare pe bandă                            | |
| 5.38.3           |           | Direcția de deplasare pe bandă                            | |
| 5.38.4           |           | Direcția de deplasare pe bandă                            | |
| 5.39.1           |           | Bandă suplimentară                                        | Indicatoarele 5.39.1, 5.39.2, respectiv, determină începutul benzii de decelerare sau al benzii suplimentare de circulație în rampă. În cazul în care pe fundalul indicatorului 5.39.2 este aplicat indicatorul 4.6 , conducătorul de vehicul care nu poate respecta viteza de deplasare indicată trebuie să preselecteze banda suplimentară de deplasare în rampă. |
| 5.39.2           |           | Bandă suplimentară                                        | Indicatoarele 5.39.1, 5.39.2, respectiv, determină începutul benzii de decelerare sau al benzii suplimentare de circulație în rampă. În cazul în care pe fundalul indicatorului 5.39.2 este aplicat indicatorul 4.6 , conducătorul de vehicul care nu poate respecta viteza de deplasare indicată trebuie să preselecteze banda suplimentară de deplasare în rampă. |
| 5.39.3           |           | Bandă suplimentară                                        | Indicatorul 5.39.3 determină începutul sectorului benzii din mijloc destinat circulației în direcția de mers pe carosabilul cu trei benzi sau începutul benzii de stocare de pe care se efectuează virarea la stînga ori întoarcerea. |
| 5.40.1           |           | Sfârșitul benzii                                          | Respectiv, indicatorul 5.40.1 indică sfîrșitul benzii suplimentare de circulație în rampă sau a celei de accelerare, iar indicatorul 5.40.2 - sfîrșitul sectorului de bandă destinat circulației în direcția de mers pe carosabilul cu trei benzi. |
| 5.40.2           |           | Sfârșitul benzii                                          | Respectiv, indicatorul 5.40.1 indică sfîrșitul benzii suplimentare de circulație în rampă sau a celei de accelerare, iar indicatorul 5.40.2 - sfîrșitul sectorului de bandă destinat circulației în direcția de mers pe carosabilul cu trei benzi. |
| 5.41.1           |           | Direcțiile de deplasare pe benzi                          | Determină direcțiile de deplasare pe carosabilul cu trei benzi. În cazul în care pe fundalul indicatorului 5.41.2 este aplicat simbolul unui indicator care interzice circulația anumitor vehicule, acestea nu vor circula pe banda respectivă. |
| 5.41.2           |           | Direcțiile de deplasare pe benzi                          | Determină direcțiile de deplasare pe carosabilul cu trei benzi. În cazul în care pe fundalul indicatorului 5.41.2 este aplicat simbolul unui indicator care interzice circulația anumitor vehicule, acestea nu vor circula pe banda respectivă. |
| 5.41.3           |           | Direcțiile de deplasare pe benzi                          | Determină direcțiile de deplasare pe carosabilul cu trei benzi. În cazul în care pe fundalul indicatorului 5.41.2 este aplicat simbolul unui indicator care interzice circulația anumitor vehicule, acestea nu vor circula pe banda respectivă. |
| 5.42.1           |           | Bandă rezervată vehiculelor de rută                       | Bandă destinată exclusiv circulației vehiculelor de rută, care se deplasează în aceeași direcție cu fluxul de transport. Acest indicator poate fi suspendat deasupra benzii respective sau instalat pe marginea dreaptă a drumului. În cazul în care această bandă este rezervată la marginea dreaptă a carosabilului, în locurile în care banda nu este delimitată prin marcajul 1.2 b ), vehiculele care efectuează manevra de virare la dreapta pentru a ieși de pe acest drum trebuie să preselecteze această bandă. Astfel trebuie să procedeze și vehiculele care intră cu viraj la dreapta pe acest drum. Această bandă, în locurile de delimitare prin linia discontinuă, poate fi utilizată și pentru a opri pe ea, în scopul de a îmbarca sau a debarca pasageri, necreîndu-se prin aceasta obstacole vehiculelor de rută. |
| 5.42.1           |           | Bandă rezervată vehiculelor de rută                       | Bandă destinată exclusiv circulației vehiculelor de rută, care se deplasează în aceeași direcție cu fluxul de transport. Acest indicator poate fi suspendat deasupra benzii respective sau instalat pe marginea dreaptă a drumului. În cazul în care această bandă este rezervată la marginea dreaptă a carosabilului, în locurile în care banda nu este delimitată prin marcajul 1.2 b ), vehiculele care efectuează manevra de virare la dreapta pentru a ieși de pe acest drum trebuie să preselecteze această bandă. Astfel trebuie să procedeze și vehiculele care intră cu viraj la dreapta pe acest drum. Această bandă, în locurile de delimitare prin linia discontinuă, poate fi utilizată și pentru a opri pe ea, în scopul de a îmbarca sau a debarca pasageri, necreîndu-se prin aceasta obstacole vehiculelor de rută. |
| 5.42.2           |           | Sfârșitul benzii rezervate vehiculelor de rută            | |
| 5.43             |           | Drum cu bandă rezervată vehiculelor de rută               | Drumul pe care vehiculele de rută circulă pe banda special rezervată lor, în sensul opus de circulație. Circulația, precum și oprirea altor vehicule pe această bandă sînt interzise. |
| 5.44             |           | Sfârșitul drumului cu bandă rezervată vehiculelor de rută | |
| 5.45.1           |           | Intrare pe drumul cu bandă rezervată vehiculelor de rută  | Respectiv: spre dreapta, spre stînga. |
| 5.45.2           |           | Intrare pe drumul cu bandă rezervată vehiculelor de rută  | Respectiv: spre dreapta, spre stînga. |
| 5.46             |           | Loc de întoarcere                                         | Determină locul unde este permisă întoarcerea vehiculelor. Virarea la stînga este interzisă. |
| 5.47             |           | Zonă de întoarcere                                        | Determină limitele sectorului pentru întoarcerea vehiculelor. Virarea la stînga este interzisă. |
| 5.48.1           |           | Parcare                                                   | Semnalizează parcarea terestră. |
| 5.48.2           |           | Parcare rezervată                                         | Semnalizează locurile pe care se permite parcarea doar a autovehiculelor ce aparțin întreprinderilor sau organizațiilor respective, precum și angajaților acestora. |
| 5.48.3           |           | Parcare subterană sau terestră etajată                    | Semnalizează parcarea subterană sau terestră etajată. |
| 5.49             |           | Denivelare artificială                                    | Indicatorul trebuie să fie amplasat imediat înaintea fiecărei denivelări de acest gen. |
| 5.50.1           |           | Trecere de pietoni                                        | În lipsa marcajelor rutiere 1.14.1, 1.14.2 indicatorul 5.50.1 se instalează în sensul de mers pe partea dreaptă a drumului, pe marginea cea mai apropiată a trecerii, iar indicatorul 5.50.2 – pe partea stîngă a drumului, pe marginea cea mai îndepărtată a trecerii. |
| 5.50.1           |           | Trecere de pietoni                                        | În lipsa marcajelor rutiere 1.14.1, 1.14.2 indicatorul 5.50.1 se instalează în sensul de mers pe partea dreaptă a drumului, pe marginea cea mai apropiată a trecerii, iar indicatorul 5.50.2 – pe partea stîngă a drumului, pe marginea cea mai îndepărtată a trecerii. |
| 5.50.2           |           | Trecere de pietoni                                        | În lipsa marcajelor rutiere 1.14.1, 1.14.2 indicatorul 5.50.1 se instalează în sensul de mers pe partea dreaptă a drumului, pe marginea cea mai apropiată a trecerii, iar indicatorul 5.50.2 – pe partea stîngă a drumului, pe marginea cea mai îndepărtată a trecerii. |
|                  |           | Trecere de pietoni                                        | În lipsa marcajelor rutiere 1.14.1, 1.14.2 indicatorul 5.50.1 se instalează în sensul de mers pe partea dreaptă a drumului, pe marginea cea mai apropiată a trecerii, iar indicatorul 5.50.2 – pe partea stîngă a drumului, pe marginea cea mai îndepărtată a trecerii. |
| 5.51.1           |           | Trecere denivelată de pietoni                             | Respectiv subterană sau deasupra drumului. |
| 5.51.2           |           | Trecere denivelată de pietoni                             | Respectiv subterană sau deasupra drumului. |
| 5.51.3           |           | Trecere denivelată de pietoni                             | Respectiv subterană sau deasupra drumului. |
| 5.51.4           |           | Trecere denivelată de pietoni                             | Respectiv subterană sau deasupra drumului. |
| 5.52             |           | Viteză recomandată                                        | Viteza de deplasare recomandată pe sectorul de drum în cauză. Indicatorul își extinde acțiunea pînă la următoarea intersecție. Devierea de la viteza recomandată nu se consideră încălcare a prezentului Regulament. |
| 5.53.1           |           | Drum fără ieșire                                          | |
| 5.53.2           |           | Drum fără ieșire                                          | |
| 5.53.3           |           | Drum fără ieșire                                          | |
| 5.54.1           |           | Zonă rezidențială                                         | |
| 5.54.2           |           | Sfârșitul zonei rezidențiale                              | |
| 5.55,1           |           | Întrare în zona de parcare                                | Semnalizează perimetrul zonei de parcare a vehiculelor. Indicatorul trebuie instalat pe toate drumurile de intrare pe perimetrul zonei, iar zona trebuie să cuprindă drumuri cu caracteristici aproximativ identice. Atunci cînd parcarea zonală este cu plată, indicatorul se completează cu panoul 6.10.1. Aplicarea în cîmpul indicatorului a simbolului parcomatului sau în cazul în care indicatorul este complementat cu panoul 6.10.2, semnifică automatizarea procesului de taxare, iar în cazul asocierii indicatorului cu panoul 6.7.8, suplimentar este determinat și timpul de taxare automatizată. |
| 5.55.2           |           | Ieșire din zona de parcare                                | Determină ieșirea de pe perimetrul zonei de parcare și se instalează pe verso indicatorului 5.55.1. |
| 5.56.1           |           | Zonă cu viteză maximă limitată                            | |
| 5.56.2           |           | Sfârșitul zonei cu viteză maximă limitată                 | |
| 5.57.1           |           | Zonă pietonală                                            | |
| 5.57.2           |           | Sfârșitul zonei pietonale                                 | |

### b) De orientare:
| Numărul semnului | Indicator | Semnificația                                                  | Explicația |
| ---------------- | --------- | ------------------------------------------------------------- | --- |
| 5.58.1           |           | Presemnalizarea direcțiilor de deplasare                      | Presemnalizarea direcțiilor de deplasare». În cîmpul lor pot fi imaginile altor indicatoare de interzicere, de informare-orientare, simbolul aeroportului, pictograme etc. |
| 5.58.1           |           | Presemnalizarea direcțiilor de deplasare                      | Presemnalizarea direcțiilor de deplasare». În cîmpul lor pot fi imaginile altor indicatoare de interzicere, de informare-orientare, simbolul aeroportului, pictograme etc. |
| 5.58.2           |           | Presemnalizarea direcțiilor de deplasare                      | Presemnalizarea direcțiilor de deplasare». În cîmpul lor pot fi imaginile altor indicatoare de interzicere, de informare-orientare, simbolul aeroportului, pictograme etc. |
| 5.58.3           |           | Presemnalizarea direcțiilor de deplasare                      | Presemnalizarea direcțiilor de deplasare». În cîmpul lor pot fi imaginile altor indicatoare de interzicere, de informare-orientare, simbolul aeroportului, pictograme etc. |
| 5.58.4           |           | Presemnalizarea direcțiilor de deplasare                      | Presemnalizarea direcțiilor de deplasare». În cîmpul lor pot fi imaginile altor indicatoare de interzicere, de informare-orientare, simbolul aeroportului, pictograme etc. |
| 5.59.1           |           | Schema de ocolire                                             | Indică direcția de ocolire a unor sectoare de drum, înaintea cărora este instalat unul dintre indicatoarele 3.14 - 3.18. |
| 5.59.2           |           | Presemnalizarea traseului de ocolire a localității            | |
| 5.60             |           | Traseul de urmat pentru schimbarea direcției de mers          | Determină traseul de deplasare în intersecție, în cazul în care există anumite restricții de manevrare, sau direcțiile permise de deplasare într-o intersecție complexă. |
| 5.61.1           |           | Direcțiile de deplasare spre anumite localități sau obiective | |
| 5.61.1           |           | Direcțiile de deplasare spre anumite localități sau obiective | |
| 5.61.1           |           | Direcțiile de deplasare spre anumite localități sau obiective | |
| 5.61.1           |           | Direcțiile de deplasare spre anumite localități sau obiective | |
| 5.61.2           |           | Direcțiile de deplasare spre anumite localități sau obiective | |
|                  |           | Direcțiile de deplasare spre anumite localități sau obiective | |
| 5.62             |           | Distanțele pînă la localitățile indicate                      | Informează despre distanța în kilometri pînă la localitățile dislocate pe itinerar. |
| 5.63             |           | Intrare în localitate                                         | Denumirea și începutul localității în care intră în vigoare regulile ce determină circulația prin localități. Poziția indicatorului nu coincide cu limita administrativă a localității, dar cu prima clădire din grupul compact de locuințe. |
| 5.64             |           | Ieșire din localitate                                         | |
| 5.65             |           | Intrare în localitate                                         | Denumirea și începutul localității în care pe drumul în cauză nu intră în vigoare regulile ce determină circulația prin localități, dar prin aplicarea pe fundalul lui a indicatorului 3.27 de semnificație corespunzătoare, se impune pe acest drum o limită de viteză maximă. Poziția indicatorului nu coincide cu limita administrativă a localității, dar cu prima clădire din grupul compact de locuințe. |
| 5.66             |           | Ieșire din localitate                                         | |
| 5.67             |           | Denumirea râului sau altui obiectiv                           | |
| 5.68             |           | Denumirea străzii                                             | |
| 5.69             |           | Direcția spre stradă                                          | |
| 5.70.1           |           | Indicator kilometric pentru autostrăzi                        | Distanța în kilometri pînă la începutul sau sfârșitul drumului. |
| 5.70.2           |           | Indicator kilometric pentru drumuri locale                    | distanța în kilometri pînă la începutul sau sfârșitul drumului. |
| 5.71.1           |           | Numărul itinerarului                                          | |
| 5.71.2           |           | Numărul itinerarului                                          | |
| 5.71.3           |           | Numărul itinerarului                                          | |
| 5.71.4           |           | Numărul itinerarului                                          | |
| 5.71.5           |           | Numărul itinerarului                                          | |
| 5.71.6           |           | Numărul itinerarului                                          | |
| 5.71.7           |           | Numărul itinerarului                                          | |
| 5.72.1           |           | Direcțiile de circulație recomandate pentru autocamioane      | Indică direcția recomandată pentru circulație autocamioanelor și mașinilor autopropulsate, în cazul în care în intersecție deplasarea lor, într-o direcție oarecare, este interzisă. |
| 5.72.2           |           | Direcțiile de circulație recomandate pentru autocamioane      | Indică direcția recomandată pentru circulație autocamioanelor și mașinilor autopropulsate, în cazul în care în intersecție deplasarea lor, într-o direcție oarecare, este interzisă. |
| 5.72.3           |           | Direcțiile de circulație recomandate pentru autocamioane      | Indică direcția recomandată pentru circulație autocamioanelor și mașinilor autopropulsate, în cazul în care în intersecție deplasarea lor, într-o direcție oarecare, este interzisă. |
| 5.73             |           | Loc de oprire                                                 | Indică locul de oprire a vehiculelor la semnalul de interzicere al semaforului sau agentului de circulație. |
|                  |           | Avertizare                                                    | Interzicere sau restricție pe un drum lateral |
| 5.75             |           | Circulație reversibilă                                        | |
| 5.76             |           | Sfârșit de circulație reversibilă                             | |
| 5.77             |           | intrare pe drumul cu circulație reversibilă                   | |
| 5.78.1           |           | Bornă kilometrică                                             | Borna 5.78.1 semnalizează drumurile publice naționale de semnificație magistrală, borna 5.78.2 – drumurile publice naționale de semnificație republicană, iar borna 5.78.3 – drumurile publice naționale de semnificație regională. Pe partea laterală a bornei orientată spre drum se înscrie emblema specifică a categoriei drumului. Pe partea frontală: pe capătul de formă semicirculară se înscrie numărul ce reprezintă poziția kilometrică; pe centru, începînd de sus, se înscriu: localitatea principală (oraș, municipiu sau nod rutier), care urmează pe traseu, urmată de distanța în kilometri întregi pînă la centrul civic al localității; prima localitate de pe traseu, urmată de distanța în kilometri întregi pînă la centrul civic al acesteia. Cînd localitatea cea mai apropiată este și localitatea principală, se înscrie numai denumirea acesteia cu distanța respectivă. Pe sectoarele de drum care traversează localitățile, între indicatoarele de început și sfîrșit de localitate se înscrie doar denumirea localității. |
| 5.78.2           |           | Bornă kilometrică                                             | Borna 5.78.1 semnalizează drumurile publice naționale de semnificație magistrală, borna 5.78.2 – drumurile publice naționale de semnificație republicană, iar borna 5.78.3 – drumurile publice naționale de semnificație regională. Pe partea laterală a bornei orientată spre drum se înscrie emblema specifică a categoriei drumului. Pe partea frontală: pe capătul de formă semicirculară se înscrie numărul ce reprezintă poziția kilometrică; pe centru, începînd de sus, se înscriu: localitatea principală (oraș, municipiu sau nod rutier), care urmează pe traseu, urmată de distanța în kilometri întregi pînă la centrul civic al localității; prima localitate de pe traseu, urmată de distanța în kilometri întregi pînă la centrul civic al acesteia. Cînd localitatea cea mai apropiată este și localitatea principală, se înscrie numai denumirea acesteia cu distanța respectivă. Pe sectoarele de drum care traversează localitățile, între indicatoarele de început și sfîrșit de localitate se înscrie doar denumirea localității. |
| 5.78,3           |           | Bornă kilometrică                                             | Borna 5.78.1 semnalizează drumurile publice naționale de semnificație magistrală, borna 5.78.2 – drumurile publice naționale de semnificație republicană, iar borna 5.78.3 – drumurile publice naționale de semnificație regională. Pe partea laterală a bornei orientată spre drum se înscrie emblema specifică a categoriei drumului. Pe partea frontală: pe capătul de formă semicirculară se înscrie numărul ce reprezintă poziția kilometrică; pe centru, începînd de sus, se înscriu: localitatea principală (oraș, municipiu sau nod rutier), care urmează pe traseu, urmată de distanța în kilometri întregi pînă la centrul civic al localității; prima localitate de pe traseu, urmată de distanța în kilometri întregi pînă la centrul civic al acesteia. Cînd localitatea cea mai apropiată este și localitatea principală, se înscrie numai denumirea acesteia cu distanța respectivă. Pe sectoarele de drum care traversează localitățile, între indicatoarele de început și sfîrșit de localitate se înscrie doar denumirea localității. |

## Indicatoare de informare suplimentară (panouri adiționale)
| Numărul semnului | Indicator | Semnificația                                               | Explicația |
| ---------------- | --------- | ---------------------------------------------------------- | --- |
| 6.1.1            |           | Distanța pînă la locul intrării în vigoare a indicatorului | Indică distanța de la locul instalării indicatorului pînă la începutul sectorului de drum periculos, locul intrării în vigoare a interzicerii sau restricției corespunzătoare, precum și distanța pînă la anumite obiective care se află în direcția de mers |
| 6.1.2            |           | Distanța pînă la locul intrării în vigoare a indicatorului | Indică distanța de la indicatorul 2.1 pînă la intersecție, în cazul în care înaintea acesteia este instalat indicatorul 2.2 . |
| 6.2.1            |           | Direcția și distanța                                       | Determină direcția și distanța pînă la anumite obiective îndepărtate de la drum. |
| 6.2.2            |           | Direcția și distanța                                       | Determină direcția și distanța pînă la anumite obiective îndepărtate de la drum. |
| 6.3.1            |           | Zonă de acțiune                                            | Indică lungimea sectorului de drum periculos semnalizat prin unul dintre următoarele indicatoare de avertizare 1.13.1 - 1.16.1, 1.17.1 , 1.17.2 , 1.21 , 1.23 , 1.24.2 - 1.28, 1.30 , 1.31.2 determină zona de acțiune a indicatoarelor de interzicere 3.22 , 3.23 , 3.25 , 3.27 , 3.29 și 3.30 , determină spațiile rezervate stațiilor pentru vehiculele de rută și parcărilor adiacente trotuarelor, semnalizate prin indicatoarele de informare și orientare 5.6.1 , 5.6.2 , 5.48.1 , 5.48.2 , precum și zona de acțiune a indicatorului 5.52 . |
| 6.3.2            |           | Sfârșitul zonei de acțiune                                 | Determină sfârșitul sectorului de drum periculos semnalizat prin unul dintre indicatoarele de avertizare 1.13.1 - 1.16.1, 1.17.1 , 1.17.2 , 1.21 , 1.23 , 1.24.2 - 1.28, 1.30 , 1.31.2 ;, suspendă acțiunea indicatoarelor de interzicere 3.22 , 3.29 , 3.30 , determină sfîrșitul spațiilor rezervate stațiilor pentru vehiculele de rută și parcărilor adiacente trotuarelor, semnalizate prin indicatoarele de informare și orientare 5.6.1 , 5.6.2 , 5.48.1 , 5.48.2 , precum și sfîrșitul zonei de acțiune a indicatorului 5.52 .              |
| 6.4.1            |           | Zonă de acțiune                                            | Respectiv: 6.4.1 - reduce; 6.4.2 - confirmă; 6.4.3 - suspendă zona de acțiune a indicatoarelor 3.31 - 3.32.3; 6.4.4 și 6.4.5 - determină direcția și zona de acțiune a indicatoarelor 3.31 și 3.32.1 , în cazul în care oprirea sau staționarea sînt interzise de-a lungul fațadei unui edificiu, marginii pieței etc. |
| 6.4.2            |           | Zonă de acțiune                                            | Respectiv: 6.4.1 - reduce; 6.4.2 - confirmă; 6.4.3 - suspendă zona de acțiune a indicatoarelor 3.31 - 3.32.3; 6.4.4 și 6.4.5 - determină direcția și zona de acțiune a indicatoarelor 3.31 și 3.32.1 , în cazul în care oprirea sau staționarea sînt interzise de-a lungul fațadei unui edificiu, marginii pieței etc. |
| 6.4.3            |           | Zonă de acțiune                                            | Respectiv: 6.4.1 - reduce; 6.4.2 - confirmă; 6.4.3 - suspendă zona de acțiune a indicatoarelor 3.31 - 3.32.3; 6.4.4 și 6.4.5 - determină direcția și zona de acțiune a indicatoarelor 3.31 și 3.32.1 , în cazul în care oprirea sau staționarea sînt interzise de-a lungul fațadei unui edificiu, marginii pieței etc. |
| 6.4.4            |           | Zonă de acțiune                                            | Respectiv: 6.4.1 - reduce; 6.4.2 - confirmă; 6.4.3 - suspendă zona de acțiune a indicatoarelor 3.31 - 3.32.3; 6.4.4 și 6.4.5 - determină direcția și zona de acțiune a indicatoarelor 3.31 și 3.32.1 , în cazul în care oprirea sau staționarea sînt interzise de-a lungul fațadei unui edificiu, marginii pieței etc. |
| 6.4.5            |           | Zonă de acțiune                                            | Respectiv: 6.4.1 - reduce; 6.4.2 - confirmă; 6.4.3 - suspendă zona de acțiune a indicatoarelor 3.31 - 3.32.3; 6.4.4 și 6.4.5 - determină direcția și zona de acțiune a indicatoarelor 3.31 și 3.32.1 , în cazul în care oprirea sau staționarea sînt interzise de-a lungul fațadei unui edificiu, marginii pieței etc. |
| 6.5.1            |           | Direcție de acțiune                                        | Indică direcția de acțiune a indicatoarelor de interzicere 3.2 - 3.11 instalate înaintea intersecției, iar panourile 6.5.1 și 6.5.3 - și direcția de mers spre unele obiective semnalizate care se află în imediata apropierea drumului. |
| 6.5.2            |           | Direcție de acțiune                                        | Indică direcția de acțiune a indicatoarelor de interzicere 3.2 - 3.11 instalate înaintea intersecției, iar panourile 6.5.1 și 6.5.3 - și direcția de mers spre unele obiective semnalizate care se află în imediata apropierea drumului. |
| 6.5.3            |           | Direcție de acțiune                                        | Indică direcția de acțiune a indicatoarelor de interzicere 3.2 - 3.11 instalate înaintea intersecției, iar panourile 6.5.1 și 6.5.3 - și direcția de mers spre unele obiective semnalizate care se află în imediata apropierea drumului. |
| 6.6.1            |           | Categoria de vehicul                                       | Determină categoria vehiculului la care se referă indicatorul pe care îl completează. Panou 6.6.1 extinde acțiunea indicatorului asupra autoturismelor, precum și autocamioanelor a căror masă maximă autorizată nu depășește 3500 kg, panoul 6.6.2 - asupra autocamioanelor, inclusiv ansamblurilor de vehicule a căror masă maximă autorizată depășește 3500 kg, precum și asupra mașinilor autopropulsate, panoul 6.6.9 - asupra autovehiculelor semnalizate prin semnul distinctiv «Încărcătura periculoasă».                                   |
| 6.6.2            |           | Categoria de vehicul                                       | Determină categoria vehiculului la care se referă indicatorul pe care îl completează. Panou 6.6.1 extinde acțiunea indicatorului asupra autoturismelor, precum și autocamioanelor a căror masă maximă autorizată nu depășește 3500 kg, panoul 6.6.2 - asupra autocamioanelor, inclusiv ansamblurilor de vehicule a căror masă maximă autorizată depășește 3500 kg, precum și asupra mașinilor autopropulsate, panoul 6.6.9 - asupra autovehiculelor semnalizate prin semnul distinctiv «Încărcătura periculoasă».                                   |
| 6.6.3            |           | Categoria de vehicul                                       | Determină categoria vehiculului la care se referă indicatorul pe care îl completează. Panou 6.6.1 extinde acțiunea indicatorului asupra autoturismelor, precum și autocamioanelor a căror masă maximă autorizată nu depășește 3500 kg, panoul 6.6.2 - asupra autocamioanelor, inclusiv ansamblurilor de vehicule a căror masă maximă autorizată depășește 3500 kg, precum și asupra mașinilor autopropulsate, panoul 6.6.9 - asupra autovehiculelor semnalizate prin semnul distinctiv «Încărcătura periculoasă».                                   |
| 6.6.4            |           | Categoria de vehicul                                       | Determină categoria vehiculului la care se referă indicatorul pe care îl completează. Panou 6.6.1 extinde acțiunea indicatorului asupra autoturismelor, precum și autocamioanelor a căror masă maximă autorizată nu depășește 3500 kg, panoul 6.6.2 - asupra autocamioanelor, inclusiv ansamblurilor de vehicule a căror masă maximă autorizată depășește 3500 kg, precum și asupra mașinilor autopropulsate, panoul 6.6.9 - asupra autovehiculelor semnalizate prin semnul distinctiv «Încărcătura periculoasă».                                   |
| 6.6.5            |           | Categoria de vehicul                                       | Determină categoria vehiculului la care se referă indicatorul pe care îl completează. Panou 6.6.1 extinde acțiunea indicatorului asupra autoturismelor, precum și autocamioanelor a căror masă maximă autorizată nu depășește 3500 kg, panoul 6.6.2 - asupra autocamioanelor, inclusiv ansamblurilor de vehicule a căror masă maximă autorizată depășește 3500 kg, precum și asupra mașinilor autopropulsate, panoul 6.6.9 - asupra autovehiculelor semnalizate prin semnul distinctiv «Încărcătura periculoasă».                                   |
| 6.6.6            |           | Categoria de vehicul                                       | Determină categoria vehiculului la care se referă indicatorul pe care îl completează. Panou 6.6.1 extinde acțiunea indicatorului asupra autoturismelor, precum și autocamioanelor a căror masă maximă autorizată nu depășește 3500 kg, panoul 6.6.2 - asupra autocamioanelor, inclusiv ansamblurilor de vehicule a căror masă maximă autorizată depășește 3500 kg, precum și asupra mașinilor autopropulsate, panoul 6.6.9 - asupra autovehiculelor semnalizate prin semnul distinctiv «Încărcătura periculoasă».                                   |
| 6.6.7            |           | Categoria de vehicul                                       | Determină categoria vehiculului la care se referă indicatorul pe care îl completează. Panou 6.6.1 extinde acțiunea indicatorului asupra autoturismelor, precum și autocamioanelor a căror masă maximă autorizată nu depășește 3500 kg, panoul 6.6.2 - asupra autocamioanelor, inclusiv ansamblurilor de vehicule a căror masă maximă autorizată depășește 3500 kg, precum și asupra mașinilor autopropulsate, panoul 6.6.9 - asupra autovehiculelor semnalizate prin semnul distinctiv «Încărcătura periculoasă».                                   |
| 6.6.8            |           | Categoria de vehicul                                       | Determină categoria vehiculului la care se referă indicatorul pe care îl completează. Panou 6.6.1 extinde acțiunea indicatorului asupra autoturismelor, precum și autocamioanelor a căror masă maximă autorizată nu depășește 3500 kg, panoul 6.6.2 - asupra autocamioanelor, inclusiv ansamblurilor de vehicule a căror masă maximă autorizată depășește 3500 kg, precum și asupra mașinilor autopropulsate, panoul 6.6.9 - asupra autovehiculelor semnalizate prin semnul distinctiv «Încărcătura periculoasă».                                   |
| 6.6.9            |           | Categoria de vehicul                                       | Determină categoria vehiculului la care se referă indicatorul pe care îl completează. Panou 6.6.1 extinde acțiunea indicatorului asupra autoturismelor, precum și autocamioanelor a căror masă maximă autorizată nu depășește 3500 kg, panoul 6.6.2 - asupra autocamioanelor, inclusiv ansamblurilor de vehicule a căror masă maximă autorizată depășește 3500 kg, precum și asupra mașinilor autopropulsate, panoul 6.6.9 - asupra autovehiculelor semnalizate prin semnul distinctiv «Încărcătura periculoasă».                                   |
| 6.7.1            |           | Zile de odihnă sau de sărbătoare                           | 6.7.2 «Zile de lucru»; 6.7.3 «Zilele săptămânii» - specifică zilele săptămânii în care acționează indicatorul. |
| 6.7.2            |           | Zile de lucru                                              | |
| 6.7.3            |           | Zilele săptămânii                                          | |
| 6.7.4            |           | Timp de acțiune                                            | Intervalul de timp și zilele săptămînii în care acționează indicatorul. |
| 6.7.5            |           | Timp de acțiune                                            | Intervalul de timp și zilele săptămînii în care acționează indicatorul. |
| 6.7.6            |           | Timp de acțiune                                            | Intervalul de timp și zilele săptămînii în care acționează indicatorul. |
| 6.7.7            |           | Timp de acțiune                                            | Intervalul de timp și zilele săptămînii în care acționează indicatorul. |
| 6.7.8            |           | Timp de acțiune                                            | Determină timpul de taxare automatizată a parcării. |
| 6.7.9            |           | Temperatura de intrare în acțiune a indicatorului          | Temperatură atmosferică la care se impun restricții în circulație vehiculelor ce depășesc limita de masă menționată pe indicator. Se instalează în asociere cu indicatorul 3.14 de semnificație corespunzătoare. |
| 6.8.1            |           | Modul de amplasare a vehiculului în staționare             | 6.8.1 - permite staționarea, respectiv pe partea dreaptă sau stîngă a carosabilului paralel cu marginea lui, tuturor vehiculelor; 6.8.2 - 6.8.9 - determină modul de staționare a autoturismelor și motocicletelor, respectiv pe partea dreaptă sau stîngă a carosabilului, la parcarea adiacentă trotuarelor. |
| 6.8.1            |           | Modul de amplasare a vehiculului în staționare             | 6.8.1 - permite staționarea, respectiv pe partea dreaptă sau stîngă a carosabilului paralel cu marginea lui, tuturor vehiculelor; 6.8.2 - 6.8.9 - determină modul de staționare a autoturismelor și motocicletelor, respectiv pe partea dreaptă sau stîngă a carosabilului, la parcarea adiacentă trotuarelor. |
| 6.8.2            |           | Modul de amplasare a vehiculului în staționare             | 6.8.1 - permite staționarea, respectiv pe partea dreaptă sau stîngă a carosabilului paralel cu marginea lui, tuturor vehiculelor; 6.8.2 - 6.8.9 - determină modul de staționare a autoturismelor și motocicletelor, respectiv pe partea dreaptă sau stîngă a carosabilului, la parcarea adiacentă trotuarelor. |
|                  |           | Modul de amplasare a vehiculului în staționare             | 6.8.1 - permite staționarea, respectiv pe partea dreaptă sau stîngă a carosabilului paralel cu marginea lui, tuturor vehiculelor; 6.8.2 - 6.8.9 - determină modul de staționare a autoturismelor și motocicletelor, respectiv pe partea dreaptă sau stîngă a carosabilului, la parcarea adiacentă trotuarelor. |
| 6.8.3            |           | Modul de amplasare a vehiculului în staționare             | 6.8.1 - permite staționarea, respectiv pe partea dreaptă sau stîngă a carosabilului paralel cu marginea lui, tuturor vehiculelor; 6.8.2 - 6.8.9 - determină modul de staționare a autoturismelor și motocicletelor, respectiv pe partea dreaptă sau stîngă a carosabilului, la parcarea adiacentă trotuarelor. |
|                  |           | Modul de amplasare a vehiculului în staționare             | 6.8.1 - permite staționarea, respectiv pe partea dreaptă sau stîngă a carosabilului paralel cu marginea lui, tuturor vehiculelor; 6.8.2 - 6.8.9 - determină modul de staționare a autoturismelor și motocicletelor, respectiv pe partea dreaptă sau stîngă a carosabilului, la parcarea adiacentă trotuarelor. |
| 6.8.4            |           | Modul de amplasare a vehiculului în staționare             | 6.8.1 - permite staționarea, respectiv pe partea dreaptă sau stîngă a carosabilului paralel cu marginea lui, tuturor vehiculelor; 6.8.2 - 6.8.9 - determină modul de staționare a autoturismelor și motocicletelor, respectiv pe partea dreaptă sau stîngă a carosabilului, la parcarea adiacentă trotuarelor. |
|                  |           | Modul de amplasare a vehiculului în staționare             | 6.8.1 - permite staționarea, respectiv pe partea dreaptă sau stîngă a carosabilului paralel cu marginea lui, tuturor vehiculelor; 6.8.2 - 6.8.9 - determină modul de staționare a autoturismelor și motocicletelor, respectiv pe partea dreaptă sau stîngă a carosabilului, la parcarea adiacentă trotuarelor. |
| 6.8.5            |           | Modul de amplasare a vehiculului în staționare             | 6.8.1 - permite staționarea, respectiv pe partea dreaptă sau stîngă a carosabilului paralel cu marginea lui, tuturor vehiculelor; 6.8.2 - 6.8.9 - determină modul de staționare a autoturismelor și motocicletelor, respectiv pe partea dreaptă sau stîngă a carosabilului, la parcarea adiacentă trotuarelor. |
|                  |           | Modul de amplasare a vehiculului în staționare             | 6.8.1 - permite staționarea, respectiv pe partea dreaptă sau stîngă a carosabilului paralel cu marginea lui, tuturor vehiculelor; 6.8.2 - 6.8.9 - determină modul de staționare a autoturismelor și motocicletelor, respectiv pe partea dreaptă sau stîngă a carosabilului, la parcarea adiacentă trotuarelor. |
| 6.8.6            |           | Modul de amplasare a vehiculului în staționare             | 6.8.1 - permite staționarea, respectiv pe partea dreaptă sau stîngă a carosabilului paralel cu marginea lui, tuturor vehiculelor; 6.8.2 - 6.8.9 - determină modul de staționare a autoturismelor și motocicletelor, respectiv pe partea dreaptă sau stîngă a carosabilului, la parcarea adiacentă trotuarelor. |
|                  |           | Modul de amplasare a vehiculului în staționare             | 6.8.1 - permite staționarea, respectiv pe partea dreaptă sau stîngă a carosabilului paralel cu marginea lui, tuturor vehiculelor; 6.8.2 - 6.8.9 - determină modul de staționare a autoturismelor și motocicletelor, respectiv pe partea dreaptă sau stîngă a carosabilului, la parcarea adiacentă trotuarelor. |
| 6.8.7            |           | Modul de amplasare a vehiculului în staționare             | 6.8.1 - permite staționarea, respectiv pe partea dreaptă sau stîngă a carosabilului paralel cu marginea lui, tuturor vehiculelor; 6.8.2 - 6.8.9 - determină modul de staționare a autoturismelor și motocicletelor, respectiv pe partea dreaptă sau stîngă a carosabilului, la parcarea adiacentă trotuarelor. |
|                  |           | Modul de amplasare a vehiculului în staționare             | 6.8.1 - permite staționarea, respectiv pe partea dreaptă sau stîngă a carosabilului paralel cu marginea lui, tuturor vehiculelor; 6.8.2 - 6.8.9 - determină modul de staționare a autoturismelor și motocicletelor, respectiv pe partea dreaptă sau stîngă a carosabilului, la parcarea adiacentă trotuarelor. |
| 6.8.8            |           | Modul de amplasare a vehiculului în staționare             | 6.8.1 - permite staționarea, respectiv pe partea dreaptă sau stîngă a carosabilului paralel cu marginea lui, tuturor vehiculelor; 6.8.2 - 6.8.9 - determină modul de staționare a autoturismelor și motocicletelor, respectiv pe partea dreaptă sau stîngă a carosabilului, la parcarea adiacentă trotuarelor. |
|                  |           | Modul de amplasare a vehiculului în staționare             | 6.8.1 - permite staționarea, respectiv pe partea dreaptă sau stîngă a carosabilului paralel cu marginea lui, tuturor vehiculelor; 6.8.2 - 6.8.9 - determină modul de staționare a autoturismelor și motocicletelor, respectiv pe partea dreaptă sau stîngă a carosabilului, la parcarea adiacentă trotuarelor. |
| 6.8.9            |           | Modul de amplasare a vehiculului în staționare             | 6.8.1 - permite staționarea, respectiv pe partea dreaptă sau stîngă a carosabilului paralel cu marginea lui, tuturor vehiculelor; 6.8.2 - 6.8.9 - determină modul de staționare a autoturismelor și motocicletelor, respectiv pe partea dreaptă sau stîngă a carosabilului, la parcarea adiacentă trotuarelor. |
|                  |           | Modul de amplasare a vehiculului în staționare             | 6.8.1 - permite staționarea, respectiv pe partea dreaptă sau stîngă a carosabilului paralel cu marginea lui, tuturor vehiculelor; 6.8.2 - 6.8.9 - determină modul de staționare a autoturismelor și motocicletelor, respectiv pe partea dreaptă sau stîngă a carosabilului, la parcarea adiacentă trotuarelor. |
| 6.9              |           | Parcare cu motorul oprit                                   | Arată că staționarea se efectuează numai cu motorul oprit. |
| 6.10.1           |           | Servicii cu plată                                          | |
| 6.10.2           |           | Parcare cu plată                                           | |
| 6.11             |           | Restricția duratei de staționare                           | |
| 6.12             |           | Loc pentru verificarea autovehiculelor                     | |
| 6.13             |           | Restricție la masa maximă                                  | Indicatorul însoțit de acest panou se referă numai la vehiculele cu masa maximă autorizată mai mare decît cea indicată. |
| 6.14             |           | Acostament periculos                                       | Avertizează că ieșirea pe acostament este periculoasă din cauza lucrărilor pe el. Însoțește indicatoarele 1.23 , 1.30 . |
| 6.15.1           |           | Direcția drumului cu prioritate                            | Determină direcția drumului cu prioritate în intersecție. |
| 6.15.2           |           | Direcția drumului cu prioritate                            | Determină direcția drumului cu prioritate în intersecție. |
| 6.16             |           |                                                            | |
| 6.17             |           |                                                            | |
| 6.18.1           |           |                                                            | |
| 6.18.2           |           |                                                            | |
| 6.19             |           | Loc de staționare rezervat persoanelor cu dizabilități     | |
| 6.20             |           | Cu excepția persoanelor cu dizabilități                    | |
| 6.21             |           | Folosiți lumina de întîlnire                               | |
| 6.22             |           | Evacuarea forțată a autovehiculelor                        | Informează despre evacuarea forțată a vehiculelor oprite sau staționate neregulamentar. |
| 6.23.1           |           | Direcție de circulație                                     | Panourile 6.23.1 – 6.23.5 – indică direcția de deplasare la semnalul verde, atunci cînd pe semnalele semaforului lipsesc săgețile conturate direcționale și se amplasează sub semafor. Panourile 6.23.3 și 6.23.5 permit întoarcerea. |
| 6.23.2           |           | Direcție de circulație                                     | Panourile 6.23.1 – 6.23.5 – indică direcția de deplasare la semnalul verde, atunci cînd pe semnalele semaforului lipsesc săgețile conturate direcționale și se amplasează sub semafor. Panourile 6.23.3 și 6.23.5 permit întoarcerea. |
| 6.23.3           |           | Direcție de circulație                                     | Panourile 6.23.1 – 6.23.5 – indică direcția de deplasare la semnalul verde, atunci cînd pe semnalele semaforului lipsesc săgețile conturate direcționale și se amplasează sub semafor. Panourile 6.23.3 și 6.23.5 permit întoarcerea. |
| 6.23.4           |           | Direcție de circulație                                     | Panourile 6.23.1 – 6.23.5 – indică direcția de deplasare la semnalul verde, atunci cînd pe semnalele semaforului lipsesc săgețile conturate direcționale și se amplasează sub semafor. Panourile 6.23.3 și 6.23.5 permit întoarcerea. |
| 6.23.5           |           | Direcție de circulație                                     | Panourile 6.23.1 – 6.23.5 – indică direcția de deplasare la semnalul verde, atunci cînd pe semnalele semaforului lipsesc săgețile conturate direcționale și se amplasează sub semafor. Panourile 6.23.3 și 6.23.5 permit întoarcerea. |
| 6.23.6           |           | Direcție de circulație                                     | Panourile 6.23.6 - indică direcția de deplasare permisă la semnalul roșu al semaforului și se amplasează la nivelul semnalului roșu, după caz, din stînga și/sau din dreapta acestuia, ori deasupra lui. |
| 6.23.6           |           | Direcție de circulație                                     | Panourile 6.23.6 - indică direcția de deplasare permisă la semnalul roșu al semaforului și se amplasează la nivelul semnalului roșu, după caz, din stînga și/sau din dreapta acestuia, ori deasupra lui. |
| 6.23.6           |           | Direcție de circulație                                     | Panourile 6.23.6 - indică direcția de deplasare permisă la semnalul roșu al semaforului și se amplasează la nivelul semnalului roșu, după caz, din stînga și/sau din dreapta acestuia, ori deasupra lui. |
| 6.24.1           |           | Semnalizarea obstacolului                                  | Semnalizează obstacolul și direcția de ocolire a acestuia. Se utilizează în asociere cu indicatoarele 4.2.1 - 4.2.3. |
| 6.24.2           |           | Semnalizarea obstacolului                                  | Semnalizează obstacolul și direcția de ocolire a acestuia. Se utilizează în asociere cu indicatoarele 4.2.1 - 4.2.3. |
| 6.24.3           |           | Semnalizarea obstacolului                                  | Semnalizează obstacolul și direcția de ocolire a acestuia. Se utilizează în asociere cu indicatoarele 4.2.1 - 4.2.3. |
| 6.25             |           | Benzi rezonatoare                                          | Semnalizează fîșiile de zgomot aplicate transversal la axa drumului. Se utilizează în asociere cu indicatorul 1.30 . |
| 6.26             |           | Denivelare artificială                                     | Atenționează și informează respectiv, în cazul asocierii cu indicatorul 1.20 și cu indicatoarele 5.50.1 - 5.50.2 despre prezența trecerii pentru pietoni supraînălțată. |

## Indicatoare rutiere temporare
| Indicator | Semnificația                                    |
| --------- | ----------------------------------------------- |
|           | Drum îngustat                                   |
|           |                                                 |
|           |                                                 |
|           | Acostament periculos                            |
|           | Drum cu denivelări                              |
|           | Drum alunecos                                   |
|           | Împroșcare cu pietriș                           |
|           | Lucrari de drum                                 |
|           | Semafor                                         |
|           | Circulație în ambele sensuri                    |
|           | Alte pericole                                   |
|           | Prioritate pentru circulație in sens opus       |
|           | Depașire interzisa                              |
|           | Viteză maximă limitată                          |
|           | Sfârșitul tuturor restricțiilor                 |
|           | Sfârșitul zonei de interzicere a depășirii      |
|           | Schemă provizorie de ocolire                    |
|           | Presemnalizarea rutei de ocolire                |
|           | Presemnalizarea lucrărilor de drum              |
|           | Direcția de ocolire                             |
|           |                                                 |
|           |                                                 |
|           | Deviere temporară                               |
|           |                                                 |
|           |                                                 |
|           |                                                 |
|           | Drum în lucru                                   |
|           | Lucrări de tratament a suprafaței carosabilului |
|           | Denivelare fața de banda alăturată              |
|           | Drum înzăpezit                                  |

## Mijloace de identificare a unor vehicule. Semne distinctive.
| Indicator | Semnificația               | Explicația |
| --------- | -------------------------- | --- |
|           | Ansamblu de vehicule       | Trei lanterne de culoare portocalie, amplasate orizontal deasupra cabinei, avînd spații egale între ele de 150 - 300 mm - se instalează pe autocamioanele și tractoarele cu roți (de categoria 1400 kg și mai mare) care tractează remorci, precum și pe autobuzele și troleibuzele care sînt articulate.                                                                                                  |
|           | Vehicul lung               | Dreptunghi cu suprafața reflectorizantă, avînd dimensiunea de 560 x 200 mm, de culoare galbenă, cu conturul de culoare roșie (lățimea conturului 40 mm) - se instalează în spatele autovehiculului, în partea de jos a caroseriei, pe ambele părți la cel mult 0,40 m de la extremitățile laterale ale vehiculului.                                                                                        |
|           | Semnul statului            | Elipsă (oval) cu suprafața reflectorizantă, avînd dimensiunea axei mari de 165 mm, axei mici de 105 mm, de culoare albă, cu conturul de culoare neagră (lățimea conturului 5 mm), pe fondul căreia este aplicată inscripția «MD» de culoare neagră - se instalează în spatele autovehiculelor înmatriculate în Republica Moldova care participă în traficul internațional.                                 |
|           | Pneuri antiderapante       | Triunghi echilateral cu vîrful în sus, de culoare albă, cu conturul de culoare roșie, pe fondul căruia este aplicat simbolul unui pneu cu lanțuri de culoare neagră (latura triunghiului 200 - 300 mm, în funcție de tipul vehiculului, lățimea conturului 1/10 din latură) - se instalează în spate pe partea stîngă a autovehiculelor echipate cu pneuri care au elemente antiderapante.                 |
|           | Copii                      | Pătrat de culoare galbenă, cu conturul de culoare roșie (latura 250 - 300 mm, în funcție de tipul microbuzului sau autobuzului, lățimea conturului 1/10 din latură), pe fondul căruia este aplicat simbolul indicatorului rutier 1.21 de culoare neagră - se instalează în fața și în spatele microbuzelor și autobuzelor care efectuează transportarea în grup a copiilor.                                |
|           | Vehicul lent               | Triunghi echilateral cu vîrful în sus și cu suprafața reflectorizantă, de culoare galbenă, cu conturul necomplet de culoare roșie (latura triunghiului 200 - 300 mm, în funcție de tipul vehiculului, lățimea conturului 1/10 din latură) - se instalează în spatele autovehiculului lent, în partea de jos a caroseriei, pe ambele părți la cel mult 0,40 m de la extremitățile laterale ale vehiculului. |
|           | Conducător surdomut        | Cerc (diametrul 160 mm) de culoare galbenă, cu conturul de culoare roșie (lățimea conturului 5 mm), în care sînt înscrise trei cerculețe de culoare neagră (diametrul 40 mm) dispuse în unghiurile unui triunghi echilateral imaginar, al cărui vîrf este îndreptat în jos - se instalează în fața și în spatele autovehiculelor ai căror conducători sînt surzi sau surdomuți.                            |
|           | Conducător cu dizabilități | Pătrat (latura 140 mm) de culoare galbenă, cu conturul de culoare roșie (lățimea conturului 5 mm), pe fondul căruia este aplicat simbolul persoanei cu dizabilități de culoare neagră - se instalează în fața și în spatele autovehiculului condus de persoană cu dizabilități sau care transportă aceste persoane.                                                                                        |
|           | Conducător medic           | Pătrat (latura 140 mm) de culoare albastră care are înscris în el un cerc (diametrul 125 mm) de culoare albă, pe care este aplicată o cruce de culoare roșie (lungimea liniei 90 mm, lățimea liniei 25 mm) - poate fi amplasat în fața și în spatele autovehiculelor, la dorința conducătorului medic. |
|           | Școală                     | |
|           | Limitare de viteză         | |
|           |                            | |
|           | Încărcătură periculoasă    | |
|           | Triunghi de presemnalizare | |
|           | Conducător începător       | |
|           | Coloană militară           | Dreptunghi cu suprafață reflectorizantă de culoare galbenă, cu conturul de culoare roșie pe fundalul căruia se aplică inscripția «ATENȚIE! COLOANĂ MILITARĂ» de culoare neagră. Se instalează pe partea frontală a primului și partea dorsală a ultimului vehicul din coloană. |
|           | Vehicul alimentat cu gaze  | |